# Provincie Ancona
Ancona (Provincia di Ancona) je italská provincie v oblasti Marche, na severozápadě sousedící s provincií Pesaro a Urbino, na jihu s provincií Macerata a na západě s provincií Perugia. Její břehy omývá Jaderské moře.

## Okolní provincie
| Růžice kompasu | Pesaro a Urbino |                  |  | Růžice kompasu |
| Růžice kompasu | Perugia         | Sever            |  | Růžice kompasu |
| Růžice kompasu | Perugia         | Provincie Ancona |  | Růžice kompasu |
| Růžice kompasu | Perugia         | Jih              |  | Růžice kompasu |
| Růžice kompasu | Macerata        |                  |  | Růžice kompasu |